# Praia da Tartaruga
Praia da Tartaruga (portugisiska: Praia Tartaruga) är en strand i Brasilien.   Den ligger i delstaten Rio de Janeiro, i den sydöstra delen av landet, 1 000 km sydost om huvudstaden Brasília.